# 本渡市立楠浦中学校
本渡市立楠浦中学校（ほんどしりつくすうらちゅうがっこう）は熊本県本渡市（現・天草市）にあった公立中学校。

## 概要
- 人口の減少に供なって廃校になった。
- 亀川・楠浦・宮地岳が統合され稜南中学校が開校する。

## 沿革
- 1947年（昭和22年） - 楠浦村立楠浦中学校開校
- 1954年（昭和29年） - 本渡市立楠浦中学校と改称
- 1995年（平成7年）3月 - 楠浦中学校廃校

## 学校周辺
- 八代海